# 博比·奥尔
罗伯特·戈登·“博比”·奥尔（英語：Robert Gordon "Bobby" Orr，1948年3月20日—），加拿大前冰球运动员。他被廣泛认为是最为伟大的冰球选手之一。奥尔在國家冰球聯盟中共参赛12个赛季，前十季於波士頓棕熊效力，最後兩季於芝加哥黑鷹效力。他於1979年入選冰球名人堂。

## 生平
奥尔出生于加拿大安大略省帕里灣，於5岁的时候开始接觸冰球。